# Investigador privat
Un  investigador privat  o  detectiu privat  (sovint abreujat  IP  i de vegades informalment també anomenat en anglès private eye), és un professional que treballa en el sector privat fent investigacions de fets i conductes privades, amb la finalitat d'obtenir proves, redactar un report definitiu o final per al seu client i, si cal, ratificar davant qualsevol tribunal. En la majoria dels països és una professió regulada per llei, però, aquesta legislació o regulació no és homogènia d'un país a un altre, i hi ha grans diferències. Caldria destacar que els requisits per a fer funcions d'investigació privada també són heterogenis d'un país a un altre.
La investigació privada  a l'Estat espanyol és una activitat reconeguda i regularitzada reservada als detectius privats legalment habilitats, i només a ells i resten en un àmbit il·legal: els perits judicials, els investigadors mercantils, auxiliars de detectius i qualsevol persona física. Són regulats a la Llei de Seguretat Privada de 2014.

## A Catalunya
El primer detectiu privat català el trobem a la Tarragona de 1888, on Daniel Freixa, un ex-inspector reusenc del Cos de Vigilància, va fundar el primer despatx d'investigació privada, segons explica el periodista José Luis Ibáñez Ridao (Rubí, 1961).
La professió de detectiu privat, tot i en certa manera desconeguda, és representada a Catalunya a través del Col·legi Oficial de Detectius Privats. El CODPCAT aplega al voltant de 500 professionals de la investigació privada que exerceixen en tot el territori espanyol. L'organisme disposa d'un codi deontològic i organitza anualment el DETCON, unes jornades professionals que busquen promocionar i formar el col·lectiu. Al 2020, la presidenta del CODPCAT era Mercè Ferran.

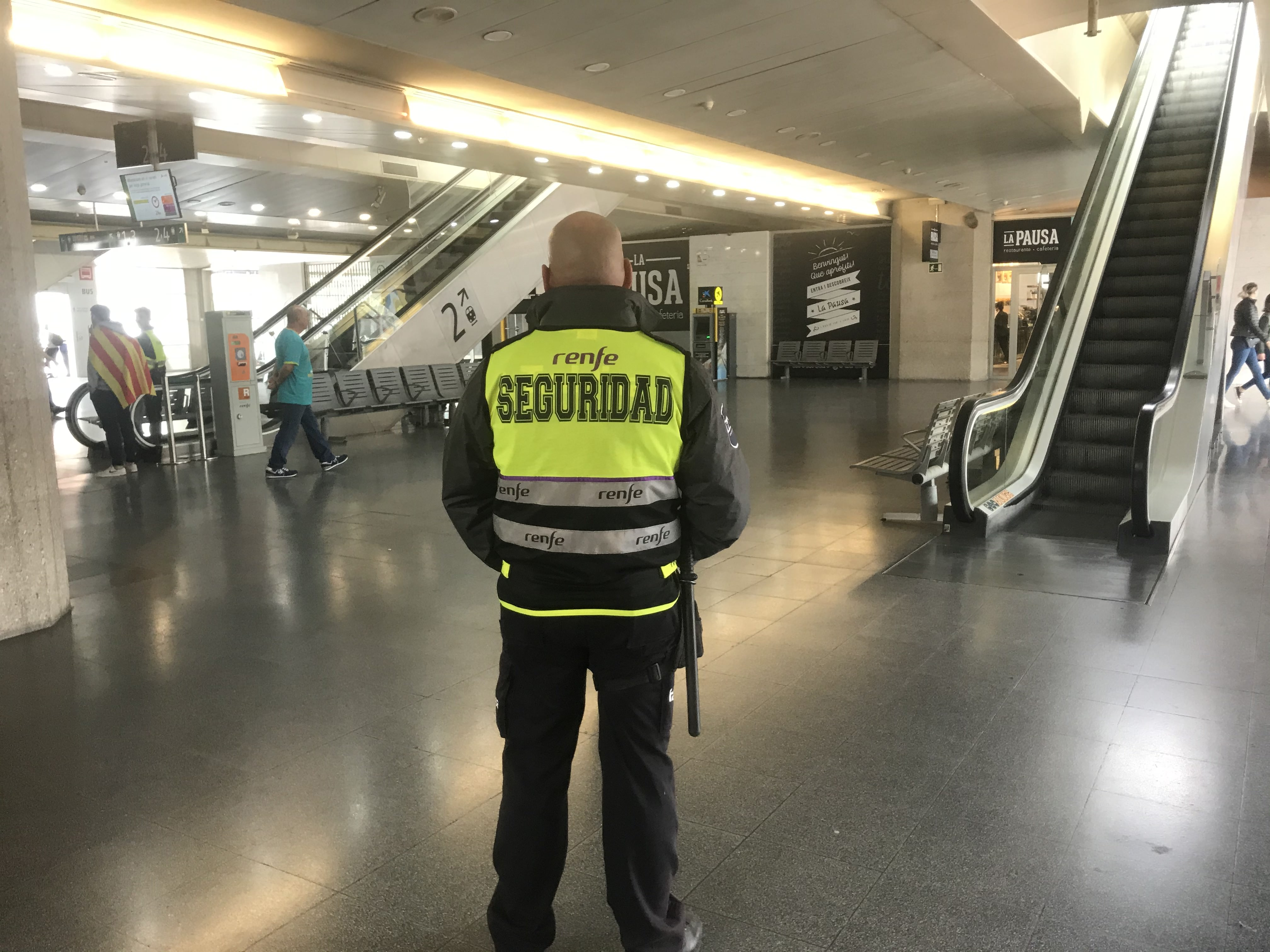
La legislació espanyola de 2014 engloba el detectiu privat dins de la seguretat privada, tot i que una part dels detectius privats demanen dependre de Justicia.

La Llei de Seguretat Privada de 2014, que regula el gremi, estableix que els detectius privats han de disposar d'una titulació universitària en investigació privada per a poder sol·licitar la seva llicència (Targeta d'Identificació Professional o TIP) al Ministerio del Interior i al Departament d'Interior, que en supervisen l'activitat, al tenir també els Mossos competències en seguretat privada. La majoria dels detectius catalans, a excepció dels cursos online, es formen a: Universitat Abat Oliba CEU (privada), Universitat de Barcelona (pública), i la Universitat Autònoma de Barcelona (EPSI, privada). És important tenir en compte que aquests estudis, tot i ser proporcionats per centres universitaris, no estan regulats pel Ministerio de Educación/Universidades o el Departament d'Ensenyament/Universitats, sino que es troben sota la tutela de les carteres d'interior, donada la seva especificitat. Aquests professionals reben una important fiscalització per part de les unitats administratives dels cossos policials competents en la matèria, que duen a terme inspeccions i controls periòdics en els seus despatxos, per garantir el cumpliment de les normatives vigents (protecció de dades, seguretat de la informació, etc.).
Tot i la imatge de ficció que promocionen la televisió i el cinema, els detectius privats no poden investigar delictes públics (segrestos, homicidis, etc.), excepte quan ho autoritza un jutge. Actualment, el perfil del detectiu privat és el d'una persona jove, sense cap vinculació professional prèvia amb cossos policials, i que duu a terme obtenció de proves per demostrar: fraus a assegurances, baixes falses o fingides, temes de familia (custòdia de fills), o peritatges grafològics, entre d'altres. A diferència del pensament popular, les infidelitats constitueixen una part sovint anecdòtica en el dia a dia d'un despatx d'investigació privada.
El col·lectiu insisteix en demanar sempre la TIP professional a qui es contracti, ja que l'intrussisme s'ha donat en el passat. Aquesta TIP és una targeta similar a un DNI que indica SEGURETAT PRIVADA a l'anvers, i les diferents especialitats d'aquest sector al revers, on s'hi haurà de trobar l'apartat "detectiu privat" marcat amb la data d'habilitació de la llicència professional.
El 2012, el president del CODPCAT va guardonar la sèrie "Kubala, Moreno i Manchón".